# Symplecta
Miopsiloptera, Helobia, Idioneura, Kowarzia
Genre
Synonymes
- Miopsiloptera Gentilini 1986
- Helobia Lepeletier & Serville
- Idioneura Philippi, 1866
- Kowarzia Thalhammer, 1900

Symplecta est un genre d'insectes diptères de la famille des Limoniidae.

## Classification
Le genre Symplecta a été créé en 1830 par l'entomologiste allemand Johann Wilhelm Meigen (1764-1845).

### Synonymes
Paleobiology Database en 2023 signale un synonyme, Miopsiloptera Gentilini 1986. Helobia Lepeletier & Serville, Idioneura Philippi, 1866 et Kowarzia Thalhammer, 1900 sont trois autres synonymes.

### Sous-famille
Le genre Symplecta appartient à la sous-famille des Chioneinae selon W. Krzemiński et al. 2019,.

### Citations
Ce genre est cité par Evenhuis en 1994, Gentilini en 1986 et Krzemiński & Gentilini en 1992.

### Fossiles
Selon Paleobiology Database en 2023 trois collections de fossiles sont référencées pour ce genre, deux du Miocène (une en Italie et une en Espagne), ainsi qu'une en France de l'Oligocène (Symplecta (Psiloconopa) gracilis).
Ceci indique que le genre existait entre 28,04 et 5,332 Ma.

## Liste des sous-genres
Ce genre a cinq sous-genres : 
- Hoploerioptera Alexander, 1953
- Podoneura Bergroth, 1888
- Psiloconopa Zetterstedt, 1838
- Symplecta Meigen, 1830
- Trimicra (Osten Sacken, 1861)

## Liste d'espèces
- Sous-genre Hoploerioptera Alexander, 1953
  - S. honshuensis (Alexander, 1958)
  - S. luctuosipes Alexander, 1953
  - S. shikokuensis Alexander, 1953
- Sous-genre Podoneura Bergroth, 1888
  - S. anthracogramma (Bergroth, 1888)
  - S. apphidion (Alexander, 1958)
  - S. bequaertiana (Alexander, 1930)
  - S. brevifurcata (Alexander, 1930)
  - S. harteni Hancock, 2006
  - S. peregrinator (Alexander, 1944)
  - S. triangula (Alexander, 1975)
- Sous-genre Psiloconopa Zetterstedt, 1838
  - S. alexanderi (Savchenko, 1973)
  - S. beringiana Savchenko, 1979
  - S. bispinigera (Alexander, 1930)
  - S. bisulca (Alexander, 1949)
  - S. bizarrea (Stary, 1992)
  - S. cancriformis (Alexander, 1975)
  - S. carsoni (Alexander, 1955)
  - S. churchillensis (Alexander, 1938)
  - S. cramptonella (Alexander, 1931)
  - S. denali (Alexander, 1955)
  - S. diadexia (Alexander, 1966)
  - S. dorothea (Alexander, 1914)
  - S. ecalcar (Alexander, 1949)
  - S. epicharis (Alexander, 1966)
  - S. fausta (Alexander, 1957)
  - S. fenestrata (de Meijere, 1913)
  - S. gobiensis (Alexander, 1922)
  - S. hirsutissima (Alexander, 1966)
  - S. hygropetrica (Alexander, 1943)
  - S. irata (Alexander, 1949)
  - S. janetscheki (Alexander, 1968)
  - S. laevis (Alexander, 1930)
  - S. laticeps (Alexander, 1916)
  - S. laudatrix (Alexander, 1947)
  - S. lindrothi (Tjeder, 1955)
  - S. lucia (Alexander, 1914)
  - S. luliana (Alexander, 1934)
  - S. mafuluensis (Alexander, 1948)
  - S. mckinleyana (Alexander, 1955)
  - S. megarhabda (Alexander, 1943)
  - S. meigeni (Zetterstedt, 1838)
  - S. microcellula (Alexander, 1914)
  - S. neomexicana (Alexander, 1929)
  - S. nigrohalterata (Alexander, 1958)
  - S. peayi (Alexander, 1948)
  - S. polycantha (Alexander, 1945)
  - S. preclara (Alexander, 1964)
  - S. preclaroides (Alexander, 1964)
  - S. propensa (Alexander, 1935)
  - S. punctulata (de Meijere, 1919)
  - S. pusilla (Schiner, 1865)
  - S. rainieria (Alexander, 1943)
  - S. recurva (Alexander, 1949)
  - S. rutshuruensis (Alexander, 1956)
  - S. shoshone (Alexander, 1945)
  - S. sinawava (Alexander, 1948)
  - S. sparsa (Alexander, 1919)
  - S. stictica (Meigen, 1818)
  - S. sweetmani (Alexander, 1940)
  - S. sylleptor (Alexander, 1957)
  - S. taficola (Alexander, 1948)
  - S. telfordi (Alexander, 1948)
  - S. tridenticulata (Alexander, 1936)
  - S. trilaciniata Savchenko, 1982
  - S. verna (Alexander, 1920)
  - S. winthemi (Alexander, 1922)
  - S. yasumatsui (Alexander, 1954)
  - S. zukeli (Alexander, 1940)
- Sous-genre Symplecta Meigen, 1830
  - S. cana (Walker, 1848)
  - S. chosenensis (Alexander, 1940)
  - S. colombiana (Alexander, 1937)
  - S. echinata Stary & Brodo, 2009
  - S. edlundae Stary & Brodo, 2009
  - S. elongata Loew, 1874
  - S. grata Loew, 1873
  - S. holdgatei (Freeman, 1962)
  - S. horrida (Lackschewitz, 1964)
  - S. hybrida (Meigen, 1804)
  - S. mabelana (Alexander, 1955)
  - S. macroptera (Philippi, 1866)
  - S. novaezemblae (Alexander, 1922)
  - S. scotica (Edwards, 1938)
  - S. sheldoni (Alexander, 1955)
  - S. tripilata (Alexander, 1957)
- Sous-genre Trimicra (Osten Sacken, 1861)
  - S. antipodarum (Alexander, 1953)
  - S. brachyptera (Alexander, 1955)
  - S. campbellicola (Alexander, 1964)
  - S. confluens (Alexander, 1922)
  - S. inconstans (Alexander, 1922)
  - S. macquariensis (Alexander, 1962)
  - S. pilipes (Fabricius, 1787)